# 小坂浩彰
小坂 浩彰（こさか ひろゆき、1952年または1953年 - ）は、非政府組織（NGO）レインボーブリッヂ事務局長や代表代行を務め、北朝鮮による日本人拉致問題にも取り組んだ実業家である。本名・小坂 博幸。

## 経歴・人物
三重県出身。県内の高等学校を卒業後、食品輸入業などに従事。政治家や警察関係者と付き合いを深め、同県出身の水谷建設元会長水谷功とも古くからの交際があった。
20歳代で四日市市の駅前に自社ビルを構えた。結婚の際、地元選出の政治家でのちの厚生労働大臣・公明党副代表坂口力が仲人を務めた。1992年、医療法人稔会代表理事になり、このとき坂口が顧問に就任。自社ビルのワンフロアを坂口に貸したり、公明党を支持する中小零細企業団体の財務を引き受けるなど、選挙を支援した。のちゴルフ場開発を巡る事件を起こし、背任・公文書偽造・詐欺などの疑いで逮捕されて、高等裁判所まで争われ三重刑務所に服役した。四日市市の医療機器販売会社マルクインターナショナル社長を務めた。
1996年より朝鮮民主主義人民共和国（北朝鮮）への支援活動を開始し、2003年度までに食料・エネルギー・医薬品など累計6億円分の支援を実施した。たびたび同国を訪問している。
2000年4月、NGOレインボーブリッヂを設立、事務局長となった。2002年10月15日の拉致被害者5人の帰国に関与。2002年11月、平壌で拉致被害者横田めぐみの娘キム・ヘギョンと面会。2003年7月、平壌で拉致被害者家族と面会、被害者の子供の手紙・写真・ビデオテープを預かり日本に持ち帰った。2003年9月9日、平壌で催された建国55年記念式典に招待され参列した。
2003年10月、レインボーブリッヂ代表飯坂良明の死去に伴い、暫定的に代表代行に就任。2003年12月、平壌で拉致被害者家族と面会し近況をビデオ撮影、帰国後内閣官房拉致被害者・家族支援室に提出した。同月、最高人民会議常任委員会委員長金永南と会談。
2004年12月11日-14日、人道支援事業の打ち合わせのため訪朝した際、対日政策担当の幹部と2度面談、横田めぐみの遺骨とされたものが日本側のDNA型鑑定で別人のものとの結果が示された問題をめぐり「もし鑑定が事実なら一部の人間によるものとしか考えられず、その者は処罰されなければならない」「偽の遺骨を出すことに何の利益があるのか。国家の方針に背くものだ」との言明を受けた。
この問題を取り上げる朝まで生テレビ!などテレビ番組に多数出演した。
2007年3月9日、厚生労働省の科学研究費補助金約210万円をだまし取ったとして、詐欺容疑で同省技官らとともに警視庁捜査第二課に逮捕された。
裁判では懲役１年６月、執行猶予４年の有罪判決を受けた。
2009年6月16日、2007年までの数年間に約2億4000万円の所得隠しをしていたことを東京国税局から指摘される見込みであることがわかり、「納得できない。徹底的に争う」と述べた。